# Eleição municipal de Itaboraí em 2020
A eleição municipal da cidade de Itaboraí em 2020 ocorreu no dia 15 de novembro em turno único com o objetivo de eleger um prefeito, um vice-prefeito e 15 vereadores, que serão responsáveis pela administração da cidade para o mandato a se iniciar em 1° de janeiro de 2021 e com término em 31 de dezembro de 2024. 
Originalmente, as eleições ocorreriam em 4 de outubro (primeiro turno) e 25 de outubro (segundo turno, para os municípios acima de 200 mil eleitores), porém, com o agravamento da pandemia do novo coronavírus (SARS-CoV-2), causador da Covid-19, as datas foram modificadas com a promulgação da Emenda Constitucional nº 107/2020.
O processo eleitoral de 2020 está marcado pela sucessão para o cargo ocupado pelo atual prefeito Dr. Sadinoel, do Progressistas, que está apto a se candidatar a reeleição.
Conquistando 30,90% dos votos válidos, o ex-deputado federal Marcelo Delaroli, candidato do PL, foi eleito prefeito de Itaboraí, contra 30,09% do ex-prefeito Sergio Soares (PROS) e 21,91% do prefeito vigente Dr. Sadinoel (PP).

## Antecedentes
Na eleição de 2016, o então deputado estadual Dr. Sadinoel, candidato pelo PMB, foi eleito ao obter 48,68% dos votos válidos, contra 24,27% do ex-prefeito Cosme Salles, candidato do PDT, 12,32% de Sergio Soares (PSDB) e 9,82% de Alzenir Santana (PTB). O prefeito vigente Helil Cardoso (PMDB), que tentava a reeleição, terminou em último lugar com 4,91% dos votos válidos.

## Contexto político e pandemia
As eleições municipais de 2020 estão sendo marcadas, antes mesmo de iniciada a campanha oficial, pela pandemia do coronavírus SARS-CoV-2 (causador da COVID-19), o que está fazendo com que os partidos remodelem suas metodologias de pré-campanha. O Tribunal Superior Eleitoral (TSE) autorizou os partidos a realizarem as convenções para escolha de candidatos aos escrutínios por meio de plataformas digitais de transmissão, para evitar aglomerações que possam proliferar o vírus. Alguns partidos recorreram a mídias digitais para lançar suas pré-candidaturas. Além disso, a partir deste pleito, será colocada em prática a Emenda Constitucional 97/2017, que proíbe a celebração de coligações partidárias para as eleições legislativas, o que pode gerar um inchaço de candidatos ao legislativo. Conforme reportagem publicada pelo jornal Brasil de Fato em 11 de fevereiro de 2020, o país poderá ultrapassar a marca de 1 milhão de candidatos a prefeito, vice-prefeito e vereador neste escrutínio, o que não seria necessariamente bom, na opinião do professor Carlos Machado, da UnB (Universidade de Brasília): 
"Temos o hábito de criticar de forma intensa a coligação partidária, sem parar para refletir sobre os elementos positivos dela. O número de candidatos que um partido pode apresentar numa eleição, varia se ele estiver dentro de uma coligação, porque quando os partidos participam de uma coligação, eles são considerados como um único partido", afirmou Machado na reportagem.

## Candidatos à prefeitura de Itaboraí
| N° | Prefeito     | Prefeito                  | Prefeito | Vice-prefeito | Vice-prefeito | Vice-prefeito      | Vice-prefeito | Coligação                                                                       |
| N° | Candidato(a) | Candidato(a)              | Partido  | Candidato(a)  | Candidato(a)  | Candidato(a)       | Partido       | Coligação                                                                       |
| -- | ------------ | ------------------------- | -------- | ------------- | ------------- | ------------------ | ------------- | ------------------------------------------------------------------------------- |
| 11 |              | Dr. Sadinoel              | PP       |               |               | Rony Silva         | PP            | Oportunidades Para Todos PP e Patriota                                          |
| 19 |              | Joana Lage                | Podemos  |               |               | Jocivaldo Lopes    | PSB           | Itaboraí Tem Que Mudar PODE e PSB                                               |
| 22 |              | Marcelo Delaroli          | PL       |               |               | Lourival Casula    | PT            | Pra Transformar Itaboraí PL, PT, PSC, PV, Solidariedade, DC, MDB, PRTB e Avante |
| 35 |              | Edinho Oficial de Justiça | PMB      |               |               | Rodrigo Boccaletti | PMB           | Sem coligação                                                                   |
| 90 |              | Sergio Soares             | PROS     |               |               | Ricardo Geranius   | PSD           | De Itaboraí Para Itaboraí PROS, PSD e PCdoB                                     |

### Candidaturas indeferidas
| Candidato(a) a prefeito(a) | Candidato(a) a prefeito(a) | Candidato(a) a prefeito(a) | Candidato(a) a vice-prefeito(a) | Nº | Coligação/Partido                   | Notas |
| -------------------------- | -------------------------- | -------------------------- | ------------------------------- | -- | ----------------------------------- | --- |
|                            |                            | Carlos Pereira (PDT)       | Professor Cleberton (PTC)       | 12 | ''Itaboraí Para Todos Nós PDT e PTC | O Tribunal Regional Eleitoral indeferiu a candidatura em 26 de outubro devido as duas condenações transitadas em julgado proferidas pelo Tribunal de Contas da União (TCU) e pelo Tribunal de Contas do Estado do Rio de Janeiro (TCE-RJ) oriundas do período em que foi prefeito de Tanguá, enquadrando-se na Lei da Ficha Limpa. |

## Resultados

### Prefeitura
| Candidato(a)           | Candidato(a)                    | Vice                     | 1º turno 15 de novembro de 2020 | 1º turno 15 de novembro de 2020 |  |
| Candidato(a)           | Candidato(a)                    | Vice                     | Total                           | Porcentagem                     |  |
| ---------------------- | ------------------------------- | ------------------------ | ------------------------------- | ------------------------------- |  |
|                        | Marcelo Delaroli (PL)           | Lourival Casula (PT)     | 42.025                          | 39,30%                          |  |
|                        | Sergio Soares (PROS)            | Ricardo Geranius (PSD)   | 32.172                          | 30,09%                          |  |
|                        | Dr. Sadinoel (PP)               | Rony Silva (PP)          | 23.428                          | 21,91%                          |  |
|                        | Joana Lage (PODE)               | Jocivaldo Lopes (PSB)    | 7.223                           | 6,75%                           |  |
|                        | Edinho Oficial de Justiça (PMB) | Rodrigo Boccaletti (PMB) | 2.081                           | 1,95%                           |  |
| Total de votos válidos | Total de votos válidos          | Total de votos válidos   | 106.929                         | 83,62%                          |  |
| → Votos em branco      | → Votos em branco               | → Votos em branco        | 7.374                           | 5,77%                           |  |
| → Votos nulos          | → Votos nulos                   | → Votos nulos            | 13.579                          | 10,62%                          |  |
| Total de votos         | Total de votos                  | Total de votos           | 127.882                         | 100,00%                         |  |
| Abstenções             | Abstenções                      | Abstenções               | 43.400                          | 25,34%                          |  |
| Total de inscritos     | Total de inscritos              | Total de inscritos       | 171.282                         | 100%                            |  |